# Forensische fotografie en video-onderzoek
Binnen de forensische fotografie en video-onderzoek wordt gewerkt aan beelden van bewakingsvideo's, en digitale beelden die bijvoorbeeld van internet afkomstig zijn. Het gebied is sterk in beweging, gezien de grote hoeveelheid videofilms die gemaakt worden. Integriteitsonderzoek is een van de onderzoeksaspecten, maar ook beeldverbetering door super resolutie of andere technieken. Hier is echter weinig succes in de praktijk mee te boeken. Het meten in beelden (bijvoorbeeld om de lengte van een verdachte op te nemen is hierbij ook van belang).

## Technisch onderzoek aan video-opnames en foto's
Analoge en digitale systemen moeten worden onderzocht. Gezien de hoeveelheid verschillende digitale systemen die bestaan, moet voor elk systeem opnieuw onderzoek worden gedaan. 
Een voorbeeld van verder onderzoek is het beantwoorden van de vraag of een bepaalde foto of video (al dan niet in digitale vorm) gemanipuleerd is. Een ander voorbeeld is het beantwoorden van de vraag of een bepaalde foto gemaakt is met een bepaalde camera. Tegenwoordig komt ook regelmatig bewijsmateriaal voor van mobiele telefoons met camera's.

## Beeldverbetering
Goedkope camera's hebben over het algemeen een slechte beeldkwaliteit. Beeldverbeteringstechnieken die hier op toegepast kunnen worden zijn onder andere contrastverbetering en het middelen van meerdere opnames. Denk bijvoorbeeld aan het verbeteren van de kwaliteit van een niet geheel duidelijke opname van een kenteken van een auto. Methoden anders dan contrastverbetering werken meestal niet in de praktijk. Als vuistregel kun je nemen dat er minimaal circa 10 pixels en 5 pixels hoog voor een beeld nodig is om een kenteken te kunnen lezen. Er bestaan technieken om de resolutie hoger te maken (super resolutie). Deze werken in praktische beelden meestal niet, en kunnen zelfs leiden tot verkeerde conclusies.

## Lengtemeting en gezichtsvergelijking
De techniek van lengtemeting en gezichtsvergelijking wordt vaak toegepast om iets te kunnen zeggen op de vraag of een verdachte al dan niet op een video staat. Aan de hand van een reconstructie met behulp van de verdachte zelf of aan de hand van de (bekende) lengtes van objecten die ook op het beeldmateriaal staan worden aanwijzingen verkregen voor identificatie of uitsluiting van de verdachte. De fout in de lengtemeting is in het algemeen zeer groot, ongeveer plus of min 5 centimeter met een nauwkeurigheid van 95 procent. Deze kan oplopen tot enkele 10 cm indien de persoon niet rechtop staat en er weinig zichtbaar is. 
Gezichtsvergelijking is lastig op video's. Het NFI doet ook dergelijke onderzoeken. Hierbij wordt vrijwel nooit een sterke conclusie getrokken. Voor een advocaat is het verstandig om bij twijfel een dergelijk onderzoek te laten verrichten, aangezien de politie geheel geen statistische onderbouwing dan wel wetenschappelijke achtergrond gebruikt bij een dergelijke vergelijking.

## Driedimensionale computermodellen
Soms worden met behulp van computers driedimensionale computermodellen gemaakt. Een dergelijk model kan dan uiteraard vanuit hetzelfde gezichtspunt bekeken worden als de opgenomen foto of video, maar juist ook vanuit ieder ander standpunt. Met deze techniek kunnen posities en afmetingen van objecten in de foto of video bepaald worden. Zo kan bijvoorbeeld de snelheid van een voorbijrijdende auto nauwkeurig worden bepaald